# Рис, Уильям
Уильям Льюис Рис (англ. William Lewis Reece; род. 1 июля 1959, штат Оклахома, США) — американский серийный убийца и насильник. В 2015 году Рис на основании результатов ДНК-экспертизы был обвинён в совершении убийства девушки на территории штата Оклахома, после чего он признался в совершении ещё трёх убийств девушек, которые были убиты на территории штата Техас в 1997 году и показал сотрудникам правоохранительных органов местонахождение захоронений их тел. В 2021 году Уильям Рис был признан виновным в совершении убийства на территории штата Оклахома и приговорён к смертной казни.

## Биография
Уильям Льюис Рис родился 1 июля 1959 года на территории штата Оклахома. Имел 12 братьев и сестёр. Детство и юность Рис провёл в сельской местности на территории городов Юкон и Анадарко (штат Оклахома). Его родители испытывали материальные трудности, вследствие чего Уильям в середине 1970-х после окончания 9-го класса вынужден был бросить школу и устроиться разнорабочим на одну из ферм, где вскоре освоил профессию кузнеца и в течение нескольких последующих лет подковыванием лошадей. В этот период в городе Анадарко он познакомился с Джуди Флемминг, на которой он женился в 1979 году после того как девушка забеременела. После женитьбы Рис завербовался в «Национальную гвардию штата Оклахома», однако служба не задалась и Уильям вскоре начал демонстрировать девиантное поведение и был уличён в супружеской неверности, вследствие чего в 1980 году после рождения ребёнка его жена развелась с ним. С целью восстановить отношения с Джуди, Рис на некоторое время стал сторонником положительных нравственных ценностей, благодаря чему сумел возобновить отношения с женой, которая вскоре во второй раз вышла за него замуж и впоследствии родила Рису ещё одного ребёнка. Однако после рождения второго ребёнка Уильям Рис начал увлекаться алкогольными напитками и демонстрировать агрессивное поведение по отношению к жене. В 1982 году после ряда избиений, Джуди Флемминг обратилась в полицию, заявив что Рис угрожал ей убийством с помощью ножа и дробовика, после чего сильно избил ее. В конечном итоге Флемминг во второй подала на развод, забрала детей и ушла от Риса. После развода Уильям женился на другой женщине, однако этот брак также для него не задался, так как Рис снова был замечен в употреблении алкогольных напитков, после чего будучи в состоянии алкогольного опьянения был замечен в проявлении агрессии по отношению к второй жене, благодаря чему его второй брак также распался.

## Криминальная карьера
В апреле 1986 года Уильям Рис совершил нападение на 19-летнюю дочь помощника шерифа , которая после окончания занятий в Оклахомского университета ехала на работу в спортивный зал, где она работала инструктором по аэробике. Нападение было совершено после того, как автомобиль девушки заглох на дороге и она обратилась за помощью к Рису, который в то время работал водителем-дальнобойщиком. Рис заманил девушку в свой грузовик обещанием отвезти её к ближайшему телефону, после чего совершил нападение, в ходе которого связал её и изнасиловал. Он отвёз жертву к ближайшему мотелю, где снял комнату на ночлег и разрешил девушке воспользоваться ванной, после чего она сумела сбежать и заявить в полицию.
Уильям Рис был арестован, ему были предъявлены обвинения, но он был освобождён из-под стражи во время расследования, заплатив в качестве залога несколько тысяч долларов США. Находясь на свободе, всего через месяц после ареста, Рис совершил ещё одно нападение на девушку в одном из баров, в ходе которого также подверг её сексуальному насилию. После повторного ареста, на основании ряда улик изобличающих в совершении двух нападений сопряжённых с изнасилованиями Рис был признан виновным по всем пунктам обвинения и в конце 1986 года получил в качестве уголовного наказания 25 лет лишения свободы. Во время отбывания наказания, его адвокаты подали апелляцию, которая была удовлетворена. Суд нашёл в его уголовном деле ряд уголовно-процессуальных ошибок, благодаря чему его приговор был отменён. В ходе нового судебного разбирательства Уильям Рис также был признан виновным по всем пунктам обвинения, но в качестве уголовного наказания получил другой срок лишения свободы, благодаря чему вышел на свободу в октябре 1996 года, получив условно-досрочное освобождение. После освобождения Рис вернулся в Анадарко, где проживала его мать. В течение последующих нескольких месяцев Уильям вынужден был заниматься низкоквалифицированным трудом и перебиваться случайными заработками. В начале 1997 года он восстановил свои водительские права и ушёл из дома. Он покинул территорию штата Оклахома и переехал в Хьюстон (штат Техас), где нашёл жильё и нашёл работу на стройке. В этот период он не был замечен в проявлении девиантного поведения по отношению к окружающим и характеризовался знакомыми положительно. В свободное от основной работы время Рис подрабатывал кузнецом на одной из ферм, занимаясь подковыванием лошадей, однако вскоре был вынужден бросить это дело, так как ряд владельцев ферм стали подозревать Риса в совершении краж и в сексуальных домогательствах по отношению к местным несовершеннолетним девочкам.
Осенью 1997 года Рис попал в число подозреваемых в совершении похищения и попытки изнасилования 19-летней Сандры Сапо. Согласно свидетельствам девушки, в мае 1997 года она остановилась на своём автомобиле с целью позвонить у телефона-автомата, расположенного на одной из автозаправочных станций в Хьюстоне, где заметила Уильяма Риса. Вскоре после этого она села в машину и отправилась в поездку, однако через несколько минут движения она обнаружила что одна из шин её автомобиля проколота и остановила автомобиль, после чего её догнал Уильям Рис на своём белом грузовике и предложил ей помощь. Заманив её в салон своего грузовика, Рис подавил сопротивление жертвы, связал ей запястья после чего выехал на межштатную автомагистраль I-45. Сапо удалось освободиться от пут, после чего девушка на полном ходу движения автомобиля выпрыгнула из него на асфальт, получив тяжёлые травмы конечностей, головы и тела. Девушка выжила, после чего была доставлена в больницу, где связалась с полицией. В ходе допроса Сандра описала детали внешности преступника, но не смогла вспомнить ряд важных деталей, вследствие чего полиция применила гипноз с целью раскрытия этого преступления. Будучи в состоянии гипноза, Сапо вспомнила номерной знак автомобиля Риса, благодаря чему полиция вскоре установила его личность. С целью подтвердить подозрения, Сандре Сапо в полицейском участке было предложено посмотреть фотографии ранее привлекавшихся к уголовной ответственности за совершение аналогичных преступлений мужчин и выбрать пять фотографий, на которых, по её мнению, возможно мог быть запечатлён преступник. На выбранной Сандрой фотографии был запечатлён Уильям Рис, на основании чего он был арестован осенью 1997 года. Несмотря на то, что никаких других очевидных улик, изобличающих его в совершении похищения и изнасилования Сандры Сапо найдено не было, подозрения в его адрес усилились после того, как на протяжении пяти месяцев в Хьюстоне и ряде его пригородов пропали без вести три девушки, одна из которых в последний раз была замечена живой недалеко от места его работы и впоследствии была найдена убитой. В конечном итоге в 1998 году Уильям Рис был признан виновным в совершении похищения Санды Сапо и получил в качестве наказания 60 лет лишения свободы

## Разоблачение
После осуждения Уильям Рис для отбытия уголовного наказания был этапирован в тюрьму «Ellis Unit», расположенную на территории штата Техас. В начале 2000-х, на территории большинства штатов США, в том числе на территории штата Техас был принят закон, согласно которому все преступники, отбывающие уголовное наказание в пенитенциарных учреждениях, обязаны были сдать образцы ДНК. На основании этого, в начале 2000-х у Уильяма Риса был взят образец крови и слюны. В 2015 году, в ходе ДНК-экспертизы следов крови и слюны Риса, было установлено что его генотипический профиль ДНК совпадает с профилем ДНК, найденной на теле 19-летней Тиффани Джонсон, которая была убита в конце июля 1997 года на территории города Бетани (штат Оклахома). 26 июля 1997 года автомобиль Тиффани Джонсон, «Dodge Neon» 1995 года выпуска, был найден брошенным на автомойке «Sunshine Car Wash» на территории Бетани. Её тело было найдено на следующий день, брошенным на обочине грунтовой дороги недалеко от межштатной автомагистрали I-40. Тиффани Джонсон перед смертью была подвергнута сексуальному насилию и избиению, после чего убийца её задушил. 21 сентября 2015 года Уильяму Рису официально было предъявлено обвинение в совершении убийства Тиффани Джонсон. Владелец автомойки «Sunshine Car Wash», где была найдена машина жертвы, заявил полиции о том, что был знаком с Уильямом Рисом, который часто появлялся на территории автомойки. Уильям Рис в свою очередь после предъявления обвинения заявил о том, что был знаком с Тиффани Джонсон, однако согласно его свидетельствам между ним и жертвой не было доверительных отношений.
В начале 2016 года Рис стал сотрудничать со следствием. Он признал свою вину в совершении убийства Тиффани Джонсон, а также признал свою вину в совершении убийств 12-летней Лауры Смиттер, 19-летней Келли Кокс и 17-летней Джессики Кейн, которые пропали без вести летом 1997 года в Хьюстоне. При помощи своих адвокатов он связался с представителями прокуратуры округа Бразория (штат Техас) и прокуратурой округа Харрис (штат Техас), в разговоре с которыми поведал детали убийств и нарисовал карту с местами захоронений жертв. Он предлагал представителям прокуратуры заключить соглашение о признании вины. В обмен на не вынесение смертных приговоров и обязательства в том, что он будет отбывать уголовное наказание на территории штата Оклахома, Рис обязывался подробно рассказать о всех преступлениях, которые он совершил, однако представители правоохранительных органов в заключении подобного соглашения ему отказали и оно в конечном итоге так и не было достигнуто. Тем не менее, на основании показаний Риса, весной того же года полиция в указанных местах Рисом провела раскопки, в результаты которых были найдены и эксгумированы скелетированные останки двух девушек, которые предположительно были опознаны как Келли Кокс и Джессика Кейн..
Рис заявил, что своё первое убийство совершил 3 апреля 1997 года в пригороде Хьюстона под названием Френдсвуд. Его первой жертвой стала 12-летняя Лаура Смитер. Первоначально он утверждал, что это был несчастный случай. Рис рассказал следствию, что сбил девочку на дороге своим грузовиком после того, как покинул строительную площадку, где он работал в тот день. В его изложении следовало, что в тот день начался дождь, а на его грузовике перестали работать стеклоочистители, вследствие чего из-за недостаточной видимости дороги он съехал на обочину дороги и совершил наезд на Смиттер. Рис утверждал, что обнаружил девочку мёртвой в кювете, после чего погрузил тело в кабину грузовика и отвёз его на окраину города, где выбросил труп в один из водоёмов. Рис отрицал сексуальное насилие над Лаурой Смиттер. Так как тело ребёнка было обнаружено практически полностью обнажённым, полицию подвергнула сомнению показания Риса, однако он продолжал настаивать на том, что после смерти девочки не совершал над её телом каких-либо сексуальных манипуляций. Впоследствии Уильям Рис частично изменил свои показания. Он заявил, что после наезда на Смиттер, обнаружил её в кювете, но она была ещё жива. По словам Риса, Смиттер плакала и кричала от боли, после чего он запаниковал, зажал ей рот рукой и таким образом задушил её.
15 июля 1997 года он убил 20-летнюю Келли Кокс, студентку Университета Северного Техаса в Дентоне. Рис заявил, что в день совершения убийства находился в состоянии алкогольного опьянения. В середине того дня, по дороге из Оклахомы в Хьюстон он остановился, чтобы купить ещё виски в продуктовом магазине недалеко от Хьюстона. Рис рассказал, что столкнулся с Келли Кокс на парковке магазина, после чего девушка высказала в его адрес массу нелицеприятных слов. Он заявил, что ударил Келли, но девушка поднялась и оказала ему сопротивление. В ходе драки он подавил её сопротивление и впоследствии задушил, после чего будучи в панике также погрузил её тело в свой грузовик, отвёз её труп на территорию округа Бразория, где похоронил его в лесистой местности. Он настаивал на том, что Келли Кокс также как и Смиттер не была подвергнута сексуальному насилию.
Согласно свидетельствам Риса, 26 июля 1997 года он остановился на автомойке в городе Бетани для того чтобы почистить свой грузовик и прицеп для перевозки лошадей после того, как в машине оторвался масляный фильтр. Рис утверждал, что во время мойки машины случайно обрызгал Тиффани Джонсон, после чего она затеяла скандал, и он в отсутствие свидетелей совершил на неё нападение, в ходе которого затащил её в прицеп, где угрожая ей оружием изнасиловал её. Рис заявил, что после совершения изнасилования Джонсон ударила его по голове подковой и попыталась его задушить с помощью верёвки, которую она выдернула из лошадиной сбруи, после чего между ними завязалась борьба, в ходе которой ему удалось подавить её сопротивление и задушить её. Труп девушки Рис оставил в прицепе, после чего вывез его на окраину города, где сбросил в лесистой местности недалеко от одной из грунтовых дорог, где он был обнаружен на следующий день после совершения убийства. Рис заявил, что не был знаком с Тиффани, но знал её и её мать Кэти Добрай, которая проживала в Анадарко и была знакома с его матерью и другими членами его семьи.
Четвёртой жертвой Риса стала, согласно его признанию, стала 17-летняя Джессика Кейн, которая была объявлена пропавшей без вести 17 августа 1997 года. В последний раз она была замечена живой после того, как он покинула ресторан быстрого питания «Bennigan's» в пригороде Хьюстона под названием Клир-Лейк. Её автомобиль был найден брошенным на межштатной автомагистрали. Уильям Рис заявил, что заметил девушку возле ресторана и попытался познакомиться с ней, однако Кейн ответила ему отказом и нагрубила ему. Испытывая гнев, Рис начал преследовать автомобиль Джессики Кейн. На межштатной автомагистрали он обогнал её автомобиль и заблокировал ему движение, вынудив тем самым Джессику Кейн остановиться. Рис утверждал, что после того, как Кейн вышла из машины, между ними произошла драка, в ходе которой он избил девушку и задушил. Рис не признал свою причастность к ещё нескольким исчезновениям девушек, и категорически настаивал на своей непричастности к совершению других убийств девушек и их исчезновениям.

## Суд
В июле 2016 года Рис был экстрадирован с территории штата Техас на территорию штата Оклахома для проведения предстоящего судебного процесса по обвинению в совершению убийства Тиффани Джонсон. Через несколько дней он появился в окружном суде округа Оклахома, где на 10 октября 2016 года было назначено проведение предварительных слушаний..
Судебный процесс открылся 21 апреля 2017 года. На одном из судебных заседаний команда защиты Риса подала ходатайство об изменении места проведения судебного процесса на основании того, что в офисах здания окружного суда была обнаружена предельно допустимая концентрация асбестовой пыли, влияние которой на организм всех участников судебного процесса имело пагубные последствия и могло привести к заболеваниям лёгких. После проведения независимой экспертизы, условия работы в офисах здания были признаны опасными для здоровья, благодаря чему в октябре 2018 года ходатайство адвокатов Риса было удовлетворено, после чего судебный процесс был прерван и проведение его последующих судебных заседаний было отложено до июня 2019 года. Согласно стратегии судебного преследования Риса, было принято решение после осуждения на территории штата Оклахома экстрадировать его на территорию штата Техас для проведения судебных процессов в совершении убийств Лауры Смиттер, Келли Кокс и Джессики Кейн.
Дата возобновления судебного процесса впоследствии несколько раз откладывалась на неопределённый срок из-за «пандемии COVID-19», благодаря чему суд на Уильямом Рисом по обвинению в убийстве Тиффани Джонсон продолжился лишь в мае 2021 года. На одном из судебных заседаний в качестве свидетелей обвинения выступили родственники Тиффани Джонсон, сотрудники правоохранительных органов, принимавших участие в расследовании убийства, выжившая жертва Риса - Сандра Сапо а также две девушки, которые утверждали что также стали жертвами похищения и изнасилования Уильямом Рисом, которые он совершил 3 июля 1997 года на территории Хьюстона.
28 мая того же года вердиктом жюри присяжных заседателей он был признан виновным в убийстве Тиффани Джонсон. Адвокат Уильяма требовал от жюри присяжных заседателей оправдательного приговора, настаивая на том что Рис был обманут в сделке с правосудием и дал признательные показания в совершении убийств после того, как в рамках соглашения о признании вины ему якобы гарантировали то, что ему никогда не будет вынесен смертный приговор.
19 августа 2021 года суд приговорил Уильяма риса к смертной казни. Во время вынесения приговора, он не выразил никаких эмоций и отказался от последнего слова на судебном процессе. После завершения судебного процесса, представители прокуратуры заявили, что Рис в своих признательных показаниях дал частично ложные сведения и не раскрыл как своих истинных мотивов совершения преступлений, так и всех подробностей каждого из совершённых им убийств. За два дня до вынесения приговора ему было предъявлено обвинение в хранении запрещённых предметов после того как в июле того же года во время обыска его камеры в окружной тюрьме был обнаружен мобильный телефон, который он приобрёл у других заключённых.
После осуждения, в начале марта 2022 года Уильям Рис был этапирован с территории штата Оклахома на территорию штата Техас. Он был заключён в окружную тюрьму, расположенную в городе Френдсвуд, который расположен одновременно в двух округах - Галвестон и Харрис, где в конце 2022 года должны состоятся судебные процессы по обвинению Уильяма Риса в совершении убийств Лауры Смиттер, Келли Кокс и Джессики Кейн.